# Herrarnas 1 000 meter i short track vid olympiska vinterspelen 2014
Herrarnas 1 000 m i short track vid olympiska vinterspelen 2014 hölls i anläggningen Iceberg skridskopalats, i Sotji, Ryssland den 13-15 februari 2014. Tävlingen bestod först av ett antal heat som sedan följdes av kvartsfinaler, semifinaler och till sist finaler. Heaten kördes den 13:e medan både kvartsfinal, semifinal och final kördes den 15:e.

## Medaljörer
| Spel              | Guld             | Silver                   | Brons               |
| Herrarnas 1 000 m | Viktor Ahn (RUS) | Vladimir Grigorjev (RUS) | Sjinkie Knegt (NED) |

## Schema
Alla tider är i (UTC+4).
| Datum       | Tid   | Omgång             |
| ----------- | ----- | ------------------ |
| 13 februari | 14:25 | Kvalificeringsheat |
| 15 februari | 14:43 | Kvartsfinal        |
| 15 februari | 15:43 | Semifinal          |
| 15 februari | 16:20 | Final              |